# Ursus arctos californicus
El oso grizzly de California (Ursus arctos californicus) es una subespecie extinta de oso pardo, un mamífero carnívoro  de la familia Ursidae. Era originario del estado de California y habitaba en Estados Unidos, América del Norte.
Desapareció del estado de California en 1922 cuando el último ejemplar fue tiroteado en el condado de Tulare. Es el animal oficial del estado de California y aparece en su bandera.

## Población original
Antes del asentamiento español en la segunda mitad de la década de 1700, se estima que 10.000 osos pardos habitaban lo que hoy es California. Se cree que los osos vivían en casi todo el estado, excepto en los rincones más sureste y noreste. Probablemente los registros más australes para esta subespecie sean de la Sierra de Juárez , durante el siglo XVIII. Los osos consumían una dieta diversa de los variados climas de California, desde fuentes vegetales como hierbas, semillas, bayas y bellotas, hasta fuentes animales como ciervos, salmón , trucha arcoíris y carroña, incluidos cadáveres de ballenas varadas.

## Taxonomía
Un investigador de 1953 declaró: "El estado específico de los osos pardos (u osos pardos) norteamericanos es uno de los problemas más complejos de la taxonomía de los mamíferos. La dificultad surge directamente del trabajo de Clinton Hart Merriam en 1918, quien concluyó que hay 86 formas de grizzlies y osos pardos en América del Norte". 
Los osos pardos de América del Norte se agruparon taxonómicamente como una especie aparte de otras especies de osos, hasta que las pruebas de ADN revelaron que deberían agruparse correctamente en la misma especie que los otros osos pardos. Merriam había clasificado a los grizzlies que vivían en California en muchas subespecies, pero el único grupo genéticamente anómalo en América del Norte son los osos de las Islas ABC (Ursus arctos sitkensis), en Alaska.

## Reconocimientos

Bandera de California.

El oso pardo de California es uno de los símbolos más visibles y duraderos del estado, y adorna tanto la bandera como el sello del estado. La bandera del oso ondeó por primera vez en 1846 como símbolo de la efímera República de California. Una segunda versión fue adoptada como bandera estatal por la legislatura estatal en 1911. El símbolo del oso se convirtió en una parte permanente del sello estatal en 1849. El oso pardo de California fue designado animal oficial del estado en 1953.
El oso se celebra en nombre y como mascota de los equipos deportivos de la Universidad de California, Berkeley (los California Golden Bears), en Los Ángeles (los UCLA Bruins) y en la mascota de la Universidad de California, Riverside (Scottie the Bear, vestido con un kilt Highland). La Academia Marítima de California opera un buque escuela llamado Golden Bear.

## Causas de su extinción
A finales del siglo XVIII, los rancheros españoles colocaron una "bola de cebo" envenenada hecha de sebo o entrañas de cerdo llenas de una dosis letal de estricnina que colgaron de las ramas de un árbol al alcance del oso pero fuera del alcance de perros y niños. Los colonos estadounidenses capturaban osos para las peleas de osos y toros y también vendieron sus pieles por 6 a 10 pesos a los barcos mercantes. Bear Trap Canyon, cerca de Bixby Creek, era uno de sus sitios favoritos para atrapar osos pardos a lo largo de la costa central de California.
Los colonos europeos pagaron recompensas por los osos que regularmente cazaban al ganado hasta principios del siglo XX. Absolom (Rocky) Beasley cazó osos pardos en las montañas del condado de Santa Lucía y afirmó haber matado 139 osos en su vida. El célebre hombre de las montañas de California, Seth Kinman, afirmó haber disparado a más de 800 osos pardos en un período de 20 años en las áreas que rodean el actual condado de Humboldt. Un prospector en el sur de California, William F. Holcomb (apodado "Grizzly Bill" Holcomb), era particularmente conocido por cazar osos pardos en lo que ahora es el condado de San Bernardino.
El último oso pardo cazado de California recibió un disparo en el condado de Tulare, California, en agosto de 1922, aunque nunca se produjo ningún cuerpo, esqueleto o piel. Menos de 75 años después del descubrimiento de oro en 1848, casi todos los osos pardos de California habían sido rastreados y asesinados. Lo que se pensó que era un oso pardo fue visto por última vez en el Sequoia National Park y, a partir de entonces, nunca más se volvieron a ver osos pardos en California, tanto que la UICN declaró a la especie como extinta en 1924.